# بوربون (ایلینوی)
بوربون (به انگلیسی: Bourbon) یک منطقهٔ مسکونی در ایالات متحده آمریکا است که در شهرستان داگلاس، ایلینوی واقع شده‌است. بوربون ۲۰۰٫۸۷ متر بالاتر از سطح دریا واقع شده‌است.